# Arkell Cirque
Der Arkell Cirque ist ein großer Bergkessel an der Südseite der Read Mountains in der Shackleton Range des ostantarktischen Coatslands.
Luftaufnahmen der Formation entstanden durch die United States Navy im Jahr 1967. Der British Antarctic Survey nahm zwischen 1968 und 1971 Vermessungen vor. Das UK Antarctic Place-Names Committee benannte den Bergkessel nach dem britischen Geologen William Joscelyn Arkell (1904–1958), einer zu seiner Zeit führenden Autorität für die Stratigraphie und Paläontologie des Jura.